# てぶくろ
てぶくろ（ウクライナ語：Рукавичка） は、ウクライナの民話。
エウゲーニー・ラチョフが挿絵を描いた絵本が広く知られている。

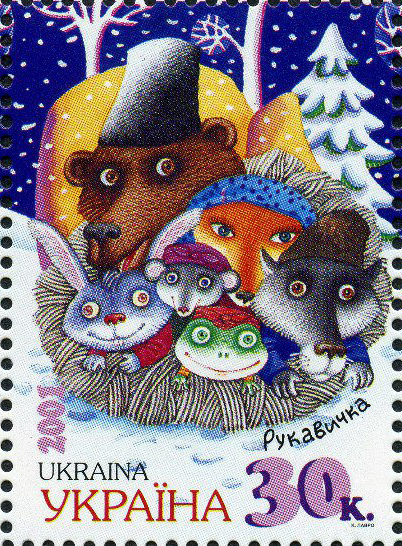
てぶくろのキャラクターが登場するウクライナの切手（2001年）コンスタン・ラヴラ絵

## あらすじ
雪が降る森の中で、とあるおじいさんが片方の手袋を落としてしまう。その手袋の中に、ネズミがやってきて「あたたかくて気持ちいい」と入り、住み込んだ。これがきっかけとなり、カエルやウサギ、キツネやクマなど、あらゆる動物が手袋の中に次々とはいっていったため、手袋はぎゅうぎゅう詰めとなった。しまいには破けそうになったが、そこへ、手袋の持ち主であるおじいさんが、手袋を探しに戻ってくる。そのため、手袋の中にいた動物たちは、慌てて逃げ出した。

## 民話について
家の代わりになるものへ動物が次々に集まってきて住みつくという民話は、東スラブの国々に多くある。アレクサンドル・アファナーシェフの『ロシア民話集』にも、「蝿の御殿」「つぼ」などの類話がある。
類話の共通点として、動物のあだ名が面白いこと、動物が小さなものから順に現れて、クライマックスへ向けて増えていく累積型の民話であること、現実には不可能な小さなものの中に動物たちが入っていくこと、新しい動物の登場のたびに名乗りあい、これまで登場した動物の名前が繰り返されること、最後にやってきた者によってすべてが台なしになることが挙げられる。

## 絵本について
日本ではラチョフの挿絵による絵本（福音館書店版　1965年刊行）で知られるが、ラチョフの挿絵には1951年に当時のソビエト連邦で刊行された時のもののほか、1978年に民話集『麦の穂』に収録された際に描き直された新しいものがある。
元々子ども向けのものではない口承文学だった民話を、ウクライナ語からロシア語に訳したのは、子どものための詩を多く書いたロシアの詩人エレナ・ブラギニーナである。

## 書誌情報
和書
- エウゲーニー・M・ラチョフ 著、内田莉莎子 訳『てぶくろ』福音館書店〈世界傑作絵本シリーズ〉、1965年11月1日。ISBN 978-4-8340-0050-4。
- エウゲーニー・ラチョーフ 著、田中潔 訳『てぶくろ』ネット武蔵野〈ウクライナ民話 ラチョーフ・シリーズ 1〉、2003年11月30日。ISBN 978-4-9442-3772-2。
- たちもとみちこ（colobockle）『てぶくろ』ブロンズ新社、2005年10月30日。ISBN 978-4-8930-9374-5。
- すまいるママ 絵・文『てぶくろ : ウクライナ民話』ヴィレッジブックス〈にいるぶっくす. すまいるママ・めいさくステッチ〉、2006年12月。ISBN 4-7897-3022-0。
- あおき ひろえ『てぶくろ』学習研究社〈はじめてのめいさくしかけえほん 22〉、2000年9月。ISBN 4-05-201364-6。
- ジェシカ・サウスウィック 文、ピッパ・カーニック 絵、エフゲニア・イエリヤツカヤ しかけ『てぶくろ : ウクライナ名作童話』グラフィック社〈とびだすポップアップ絵本〉、2014年10月。ISBN 978-4-7661-2681-5。
- アルビン・トレッセルト 再話、ヤロスラーバ 絵、三木卓 訳『てぶくろ : ウクライナ民話』のら書店、2005年11月。ISBN 4-931129-44-7。
- フランチェスカ・ケッサ 絵、古藤ゆず 文『てぶくろ』学研教育みらい、2009年12月。
- (紙芝居) 堀尾青史 脚本、箕田美子 画『てぶくろ』童心社〈かみしばい おもしろむかしばなし選〉、1979年2月1日。ISBN 978-4-494-07485-3。
- ガタロー☆マン 著『てぶ～くろ』誠文堂新光社〈笑本おかしばなし 3〉、2022年2月21日。ISBN 978-4-416-52252-3。

このほか、ベネッセコーポレーションの通信教育講座であるこどもちゃれんじの付録として会員に配布された『クリスマスおやこえほん』（2014年11月1日、非売品)に、『ふかふかてぶくろ』(本田カヨ子 再話、いもとようこ 絵）として収録されているものがある。
洋書
- Jan Brett (1989). The mitten : a Ukrainian folktale. G.P. Putnam's Sons Books for Young Readers. ISBN 0-399-21920-X

中国書
- 拉乔夫, 叶夫格尼·M 著、任溶溶 訳『手套：乌克兰民间故事』二十一世紀出版社〈蒲蒲兰绘本馆〉、2019年9月。ISBN 978-7-5391-7077-0。